# دی‌فنیل‌فسفین
دی‌فنیل‌فسفین (به انگلیسی: Diphenylphosphine) با فرمول شیمیایی C۱۲H۱۱P یک ترکیب شیمیایی است. که جرم مولی آن ۱۸۶٫۱۹ g/mol می‌باشد. شکل ظاهری این ترکیب، مایع بی‌رنگ است.